# 新宮道路
新宮道路（しんぐうどうろ）は、和歌山県新宮市あけぼのから同市三輪崎に至る予定の、延長4.8キロメートルの自動車専用道路である。近畿自動車道紀勢線に並行する国道42号の自動車専用道路として整備される。
高速道路ナンバリングによる路線番号は、近畿自動車道紀勢線（勢和多気 - 和歌山）を形成するため「E42」が割り振られる。

## 概要
2019年（平成31年）3月1日に新規事業候補箇所の手続きを開始されることが国土交通省より発表され、同年3月29日に事業化が決定した。今回の新規事業化で紀宝熊野道路とともに事業化されたため、紀伊半島を一周する高速道路のすべての区間が事業着手されることとなった。開通後は那智勝浦新宮道路と新宮紀宝道路を接続し、和歌山方面から紀宝ICまでが1つの路線としてつながる予定である。
新宮道路の建設により、津波発生時の交通ネットワークの維持、観光ルートの形成、緊急医療の円滑化などの効果が期待されている。

### 路線データ
- 起点：和歌山県新宮市あけぼの(新宮北IC)
- 終点：和歌山県新宮市三輪崎(新宮IC(仮称)北緯33度41分35秒 東経135度58分38秒 / 北緯33.693169度 東経135.977215度)
- 路線延長：4.8km
- 規格構造：第1種第3級
- 設計速度：80km/h
- 車線数：完成2車線

## 道路の位置関係
近畿自動車道紀勢線
（大阪・和歌山方面） - E26 / E42 阪和自動車道 - E42 ※湯浅御坊道路 - E42 阪和自動車道 - E42 紀勢自動車道 - E42 ※すさみ串本道路 - E42 ※串本太地道路 - E42 ※那智勝浦新宮道路 - E42 ※新宮道路 - E42 ※新宮紀宝道路 - E42 ※紀宝熊野道路 - E42 ※熊野道路 - E42 ※熊野尾鷲道路 - E42 紀勢自動車道 - （津・名古屋方面）
※は高速自動車国道に並行する一般国道自動車専用道路を示す。

## 歴史
- 2019年（平成31年）3月29日 : 事業化

### 開通予定年度
- 未定 : 新宮北IC - 新宮IC

## インターチェンジなど
- 全区間和歌山県新宮市内に所在。
- 全線が未開通区間であり、名称はすべて仮称である。
- 接続路線名の特記がないものは未定である。

| IC 番号                           | 施設名     | 接続路線名                    | 起点から の距離 | 備考                      |
| --------------------------------- | ---------- | ----------------------------- | --------------- | ------------------------- |
| E42 新宮紀宝道路 紀宝方面         |            |                               |                 |                           |
|                                   | 新宮北IC   | 和歌山県道231号あけぼの広角線 | 0.0             | 新宮中央IC方面は事業中    |
|                                   | 新宮中央IC |                               |                 | 事業中 紀宝方面出入口     |
|                                   | 新宮IC     | 国道42号（那智勝浦新宮道路）  | 4.8             | 事業中 那智勝浦方面出入口 |
| E42 那智勝浦新宮道路 那智勝浦方面 |            |                               |                 |                           |